# Государственные награды Российской Федерации
Государственные награды Российской Федерации — высшая форма награждения граждан за выдающиеся заслуги в защите Отечества, государственном строительстве, экономике, науке, культуре, искусстве, воспитании, просвещении, охране здоровья, жизни и прав граждан, благотворительной деятельности и иные выдающиеся заслуги перед государством.
Действующее законодательство Российской Федерации к государственным наградам относит: высшие звания Российской Федерации, ордена Российской Федерации, знаки отличия Российской Федерации, медали Российской Федерации и почётные звания Российской Федерации.
Учреждает государственные награды и награждает ими президент Российской Федерации. Государственных наград могут быть удостоены граждане Российской Федерации, иностранные граждане, а также лица без гражданства. Положения нормативных документов о государственных наградах России распространяются, согласно Положению о государственных наградах, на граждан Российской Федерации, удостоенных государственных наград СССР.

## История наградной системы Российской Федерации
С начала 1992 года, после распада СССР, начала формироваться самостоятельная наградная система Российской Федерации. Не один раз декларировался тезис о том, что она будет строиться на идее определённой преемственности наградной системы дореволюционной России с сохранением ряда элементов советской наградной системы.
Первым правовым актом о наградах в Российской Федерации является Указ Президиума Верховного Совета Российской Федерации от 2 марта 1992 года № 2424-1 «О государственных наградах Российской Федерации». Верховный Совет Российской Федерации 20 марта 1992 года своим постановлением № 2557-I утвердил данный указ.
В соответствии с этим указом на территории РСФСР считалось возможным сохранить и использовать для награждения некоторые ордена и медали бывшего СССР. Предлагается список оставленных этим указом наград СССР: орден Суворова, орден Ушакова, орден Кутузова, орден Нахимова, орден Александра Невского, орден Дружбы народов и орден «За личное мужество», а также медаль Ушакова, медаль Нахимова, медаль «За отвагу», медаль «За отличие в охране государственной границы СССР», медаль «За отличие в воинской службе», медаль «За укрепление боевого содружества», медаль «За отличную службу по охране общественного порядка», медаль «За отвагу на пожаре», медаль «За спасение утопающих» с приведением их статутов в соответствие с государственной символикой Российской Федерации. Также в соответствии с указом предлагалось восстановить российский военный орден «Святого Великомученика и Победоносца» и знак отличия этого ордена «Георгиевский Крест».
С момента выхода вышеуказанных законодательных актов 2 марта 1992 года, вплоть до выхода указа президента РФ № 442 «О государственных наградах Российской Федерации» 2 марта 1994 года и даже в редких случаях до 25 мая 1995 года (медаль «За отличие в воинской службе»), перечисленные выше награды вручались гражданам России, которые были ими награждены. Этот период считается переходным в наградной системе Российской Федерации.
С момента вступления указа президента РФ № 442 «О государственных наградах Российской Федерации» 2 марта 1994 года начала формироваться и утверждаться современная система наград.
В соответствии с этим указом были частично оставлены награды СССР, утверждённые указом 1992 года. Но исходя из нового документа, в сравнении с указом 1992 года произошли некоторые изменения в системе наград Российской Федерации. Этим указом были упразднены отдельные награды переходного периода. Например, в новом указе вообще нет некоторых ранее утверждённых наград, таких как орден «За личное мужество», а также медалей «За отличие в воинской службе», «За укрепление боевого содружества», «За отличную службу по охране общественного порядка», «За отвагу на пожаре», «За спасение утопающих». Орден Дружбы народов был заменён орденом Дружбы, орден «За личное мужество» заменён орденом Мужества, медаль «За отличную службу по охране общественного порядка» заменена на медаль «За отличие в охране общественного порядка». Медали «За отличие в воинской службе», «За укрепление боевого содружества» и «За отвагу на пожаре» были впоследствии заменены ведомственными наградами РФ. Вместо государственных медалей «За отвагу на пожаре» и «За спасение утопающих» была введена единая государственная медаль «За спасение погибавших».
Указ 1994 года практически полностью реформировал наградную систему Российской Федерации. Новым указом были также учреждены и новые награды, которых не было в указе 1992 года. Были введены, с последующими изменениями и дополнениями к указу 1994 года, орден Святого апостола Андрея Первозванного, орден «За заслуги перед Отечеством», орден Жукова, медаль Нестерова и знак отличия «За безупречную службу».
Законом Российской Федерации от 20 марта 1992 г. № 2555-I были установлены почётные звания «Лётчик-космонавт Российской Федерации», «Заслуженный военный лётчик Российской Федерации» и «Заслуженный военный штурман Российской Федерации». Дополнительно, в соответствии с Указом президента Российской Федерации от 30 декабря 1995 года № 1341 «Об установлении почётных званий Российской Федерации, утверждении положений о почётных званиях и описания нагрудного знака к почётным званиям Российской Федерации», в РФ были также учреждены различные почётные звания (см. ниже). До принятия указа 1995 года № 1341, установившего почётные звания Российской Федерации, в России действовали правовые акты об установлении почётных званий РСФСР.
Также указом разрешено введение в Российской Федерации ведомственных и общественных наград. В данном пункте сказано: «Органы федеральной исполнительной власти, а также общественные организации своими решениями могут устанавливать различные виды поощрения работников, в том числе звания, нагрудные знаки, значки, медали, не имеющие сходства с государственными наградами Российской Федерации и Союза ССР. Установление таких видов поощрения производится по согласованию с комиссией по государственным наградам и Государственной герольдией при президенте Российской Федерации».
После 1994 года в России вступил в силу ещё целый ряд президентских указов о введении дополнительных государственных наград и почётных званий Российской Федерации.
Различают награды переходного периода наградной системы Российской Федерации — государственные награды из наградной системы Российской Федерации 1992—1994 (1995) годов, изменённые или не вошедшие в современную систему наград в соответствии с Указом Президиума Верховного Совета Российской Федерации от 2 марта 1992 года № 2424-1 «О государственных наградах Российской Федерации». Позже часть наград была введена в России различными министерствами и ведомствами в качестве ведомственных.
С 7 сентября 2010 года, в соответствии с Указом Президента Российской Федерации № 1099 «О мерах по совершенствованию государственной наградной системы Российской Федерации», юбилейные медали Российской Федерации являются отдельным видом наград, и государственными наградами Российской Федерации более не являются. Также как и государственные, утверждает юбилейные медали Российской Федерации и награждает ими президент Российской Федерации.
Базисная норма о государственных наградах Российской Федерации содержится в Конституции России. Согласно статье 89 Президент Российской Федерации награждает государственными наградами Российской Федерации и присваивает почётные звания Российской Федерации. В практике государственного строительства глава государства не только награждает государственными наградами, но и учреждает их, определяет общий порядок награждения, регулирует большинство иных вопросов. Основными источниками права, которыми регулируется награждение государственными наградами в России, являются правовые акты президента России — его указы и распоряжения.
Небольшая часть из имеющихся государственных наград учреждена законодательно (звание Героя Российской Федерации, медаль «Защитнику свободной России», медаль «50 лет Победы в Великой Отечественной войне», почётные звания «Лётчик-космонавт Российской Федерации», «Заслуженный военный лётчик Российской Федерации» и «Заслуженный военный штурман Российской Федерации»). Все остальные госнаграды, в том числе статуты (положения) о них, их описания, установлены президентскими указами.

## Виды государственных наград России

### Высшие звания Российской Федерации и знаки особого отличия
Высшие звания Российской Федерации — звания: Герой Российской Федерации, Герой Труда Российской Федерации и Мать-героиня относятся к отдельному виду государственных наград — высшим званиям, которые в иерархии государственных наград Российской Федерации находятся на первом месте.

### Ордена Российской Федерации
Различаются от орденов российских общественных, религиозных и иных  организаций (РПЦ, Российский императорский дом и т. д.), которые вправе учреждать свои награды (в том числе ордена).

### Медали Российской Федерации
Не следует отождествлять с медалями Правительства РФ, министерств и ведомств РФ, медалями субъектов РФ, иных государственных, общественных и религиозных организаций, а также с юбилейными медалями РФ.

### Почётные звания Российской Федерации
В России до принятия Указа президента Российской Федерации от 30 декабря 1995 года № 1341, установившего почётные звания Российской Федерации, действовали правовые акты об установлении почётных званий РСФСР. После изменения наименования государства с «Российская Советская Федеративная Социалистическая Республика» на «Российская Федерация» (смотри Закон РСФСР от 25 декабря 1991 г. № 2094-I) в названиях всех почётных званий с февраля 1992 года слово «РСФСР» было заменено словами «Российской Федерации», но до 1993 года слово «РСФСР» писалось на наградных знаках. На 1 октября 2007 г. в России было установлено 68 почётных званий (с учётом почётных званий, установленных Законом Российской Федерации от 20 марта 1992 г. № 2555-I) На 16 марта 2015 года в России установлено 62 почётных звания.

## Правовое регулирование сферы государственных наград России

### Изготовление наград
Заказы на изготовление государственных наград России, СССР, их дубликатов и муляжей размещаются Управлением делами Президента Российской Федерации по номенклатуре, определяемой Управлением Президента Российской Федерации по кадровым вопросам и государственным наградам.
Изготовлением государственных наград (за исключением ордена Святого апостола Андрея Первозванного и нагрудных знаков к почётным званиям РФ) занимается федеральное государственное унитарное предприятие «Гознак». Орден Святого апостола Андрея Первозванного и нагрудные знаки к почётным званиям Российской Федерации изготавливаются на Федеральном государственном унитарном предприятии Центр «Русские ремёсла», которое изготавливает также ордена Святого Георгия четырёх степеней и орден «За заслуги перед Отечеством» I степени.
Государственные награды, изготовленные из драгоценных металлов, освобождаются от клеймения государственным пробирным клеймом. Финансирование изготовления госнаград осуществляется за счёт средств резервного фонда Правительства России. Учёт и хранение государственных наград и документов к ним осуществляют Управление Президента Российской Федерации по кадровым вопросам и государственным наградам, органы государственной власти в соответствии со специальной инструкцией.

### Представление к государственной награде
Ходатайства о награждении государственными наградами возбуждаются в коллективах предприятий, учреждений, организаций частной, государственной, муниципальной и иных форм собственности. Они возбуждаются также органами местного самоуправления. Органы местного самоуправления сельских поселений, руководители предприятий, учреждений, организаций после согласования с органами местного самоуправления районов, городов направляют ходатайства о награждении государственными наградами соответствующим главам республик, главам администраций краёв, областей, городов федерального значения, автономной области, автономных округов или в федеральные органы государственной власти по согласованию с соответствующими главами республик, главами администраций краёв, областей, городов федерального значения, автономной области, автономных округов.
Порядок возбуждения ходатайств о награждении государственными наградами работников федеральных органов государственной власти, федеральных государственных органов, военнослужащих, сотрудников органов внутренних дел Российской Федерации, Государственной противопожарной службы Министерства Российской Федерации по делам гражданской обороны, чрезвычайным ситуациям и ликвидации последствий стихийных бедствий, органов по контролю за оборотом наркотических средств и психотропных веществ, таможенных органов Российской Федерации, судей, работников органов прокуратуры Российской Федерации, а также гражданского персонала Вооружённых Сил Российской Федерации определяется соответствующими федеральными органами государственной власти и федеральными государственными органами.
Представления к награждению государственными наградами вносятся Президенту Российской Федерации: руководителями федеральных органов государственной власти по согласованию с соответствующими главами республик, главами администраций краёв, областей, городов федерального значения, автономной области, автономных округов; главами республик, главами администраций краёв, областей, городов федерального значения, автономной области, автономных округов по согласованию с соответствующими федеральными органами государственной власти.
Полномочный представитель Президента Российской Федерации в федеральном округе вносит Президенту Российской Федерации представления о награждении государственными наградами глав республик, глав администраций краёв, областей, городов федерального значения, автономной области, автономных округов и руководителей законодательных (представительных) органов государственной власти субъектов Российской Федерации, находящихся в пределах федерального округа, а также согласовывает представления о награждении государственными наградами, направляемые органами государственной власти субъекта (субъектов) Российской Федерации, находящимися в пределах федерального округа, в федеральные органы государственной власти.
Представления к награждению государственными наградами работников федеральных органов государственной власти, федеральных государственных органов, военнослужащих, сотрудников органов по контролю за оборотом наркотических средств и психотропных веществ, таможенных органов Российской Федерации, судей, работников органов прокуратуры Российской Федерации, а также гражданского персонала Вооружённых Сил Российской Федерации вносятся Президенту Российской Федерации руководителями соответствующих федеральных органов государственной власти и федеральных государственных органов.
Представления к награждению государственными наградами иностранных граждан и лиц без гражданства, постоянно проживающих на территории Российской Федерации, производятся на общих основаниях. Представления к награждению государственными наградами иностранных граждан и лиц без гражданства, проживающих за границей, производятся Министерством иностранных дел Российской Федерации.
Рассмотрение поступивших на имя Президента России представлений возложено на специальный консультативный орган — Комиссию при Президенте Российской Федерации по государственным наградам. Согласно Положению о данной Комиссии, к числу её основных задач отнесены: рассмотрение представлений о награждении государственными наградами, внесённых Президенту Российской Федерации; представление Президенту Российской Федерации заключений о награждении государственными наградами, восстановлении в правах на государственные награды.
При этом представления к награждению «видных государственных и общественных деятелей, широко известных деятелей науки, культуры и искусства», а также к награждению высшими орденами и почётными званиями (ордена Святого апостола Андрея Первозванного, Святого Георгия, «За заслуги перед Отечеством» I, II и III степени, «Родительская слава», звание Героя Российской Федерации, почётные звания «Народный артист Российской Федерации», «Народный архитектор Российской Федерации», «Народный учитель Российской Федерации» и «Народный художник Российской Федерации») рассматривает непосредственно Президиум Комиссии.
Подготовку материалов для заседаний Комиссии, проектов указов, распоряжений и поручений Президента Российской Федерации, контроль за своевременным исполнением принятых решений осуществляет Управление Президента Российской Федерации по кадровым вопросам и государственным наградам — структурное подразделение Администрации Президента РФ. Управление подготавливает проекты президентских указов о награждении государственными наградами, организует вручение наград, а также ведёт банк данных о лицах, награждённых государственными наградами России.
Основания для награждения определены в статутах орденов, соответствующих положениях о медалях и почётных званиях.

### Процедура награждения
Согласно Положению о государственных наградах и Инструкции о порядке вручения орденов, медалей, знаков отличия, нагрудных знаков к почётным званиям Российской Федерации государственные награды Российской Федерации вручает Президент Российской Федерации.
По поручению Президента Российской Федерации и от его имени государственные награды Российской Федерации могут вручать: руководители федеральных органов государственной власти и федеральных государственных органов; руководители органов государственной власти субъектов Российской Федерации; полномочные представители Президента Российской Федерации в федеральных округах, в Совете Федерации Федерального Собрания Российской Федерации, Государственной Думе Федерального Собрания Российской Федерации и в Конституционном Суде Российской Федерации; чрезвычайные и полномочные послы Российской Федерации в иностранных государствах; военачальники — от командиров дивизий и им равных; начальник Управления Президента Российской Федерации по кадровым вопросам и государственным наградам; иные лица.
Государственные награды Российской Федерации вручаются в обстановке торжественности и широкой гласности не позднее чем через два месяца со дня вступления в силу указа Президента Российской Федерации о награждении. Перед вручением государственных наград Российской Федерации зачитывается указ Президента Российской Федерации о награждении.
Лицам, удостоенным государственных наград Российской Федерации, вместе с государственной наградой Российской Федерации вручаются следующие документы к ней: Герою Российской Федерации — грамота Героя Российской Федерации и книжка Героя Российской Федерации; другим награждённым — удостоверение к государственной награде Российской Федерации.
В случае если награждённый вследствие болезни, инвалидности не может явиться на вручение, государственная награда Российской Федерации вручается ему на дому или в лечебном учреждении, где находится награждённый.
Также Положением о государственных наградах предусмотрена возможность вручения госнаград СССР и документов к ним гражданам — участникам Великой Отечественной войны 1941—1945 годов, труженикам тыла и другим награждённым, своевременно не получившим такие государственные награды.
Положением о государственных наградах установлено, что повторное награждение государственной наградой за новые заслуги возможно не ранее чем через пять лет после предыдущего награждения государственной наградой, за исключением награждения за совершение геройского подвига, проявленные мужество, смелость и отвагу.
Повторное награждение одноимёнными государственными наградами не производится, кроме награждения государственными наградами, имеющими степени, и награждения за проявленные мужество, смелость и отвагу.
Согласно Положению о государственных наградах, за проявленные отвагу, мужество и героизм присвоение звания Героя Российской Федерации, награждение орденом или медалью может быть произведено посмертно. Государственные награды и документы к ним лиц, награждённых посмертно, передаются для хранения как память одному из супругов, отцу, матери, сыну или дочери (наследникам). В случае смерти награждённых государственные награды и документы к ним остаются у наследников. При отсутствии наследников государственные награды и документы к ним подлежат возврату в Управление Президента Российской Федерации по кадровым вопросам и государственным наградам.
Кроме того, как определено Положением о государственных наградах, государственные награды и документы к ним умершего награждённого или награждённого посмертно могут быть переданы государственным музеям с согласия наследников по решению Комиссии при Президенте Российской Федерации по государственным наградам при наличии ходатайства музея, поддержанного соответствующим органом государственной власти субъекта Российской Федерации, или по ходатайству федерального органа исполнительной власти, в ведении которого находится музей. Переданные музеям для хранения и экспонирования государственные награды не возвращаются наследникам умершего награждённого или награждённого посмертно. Передача государственных наград частным музеям не допускается.
Подробный порядок передачи и приёма государственных наград музеям определён письмом Минкультуры Российской Федерации от 6 июля 2001 г. № 01-131/16-25.

### Выдача дубликатов государственных наград
На основании Положения о государственных наградах и Инструкции о порядке выдачи награждённым дубликатов орденов, медалей, знаков отличия, нагрудных знаков к почётным званиям Российской Федерации и документов к государственным наградам Российской Федерации взамен утраченных допускается выдача дубликатов либо муляжей государственных наград и документов к ним в случае их утраты в боевой обстановке, в результате стихийного бедствия, хищения либо «других обстоятельствах, когда не было возможности предотвратить утрату государственных наград».
Заявление о выдаче дубликата награды подаётся в Комиссию при Президенте Российской Федерации по государственным наградам через орган местного самоуправления района, города по месту жительства награждённого. К заявлению прилагаются документы, подтверждающие награждение заявителя (копия удостоверения к ордену, медали, почётному званию или архивная справка о награждении), справка государственного органа или учреждения об обстоятельствах утраты государственных наград, характеристика с места работы, а для неработающих — с места жительства. В случае хищения государственных наград необходимо представить также справку соответствующего органа внутренних дел об обращении награждённого по поводу хищения государственных наград и о результатах их розыска (не ранее чем по истечении одного года со дня уведомления органа внутренних дел об их хищении).
Органы местного самоуправления района, города после рассмотрения заявления награждённого принимают по нему своё решение. Затем это решение, заявление награждённого и приложенные к нему документы представляются на рассмотрение главы соответствующего субъекта Российской Федерации.
Главы субъектов РФ проверяют обстоятельства утраты и принимают решение о возбуждении ходатайства о выдаче дубликатов государственных наград или об отказе в возбуждении такого ходатайства, о чём сообщают награждённому.
Окончательное решение о выдаче дубликата (муляжа) награды или отказе в этом принимает Комиссия при Президенте Российской Федерации по государственным наградам по результатам рассмотрения ходатайства главы субъекта РФ.
Дубликаты документов к государственным наградам выдаются Управлением Президента Российской Федерации по кадровым вопросам и государственным наградам по заявлению награждённого, поданного через органы местного самоуправления по месту его жительства.
Дубликаты грамот о присвоении звания Героя Российской Федерации не выдаются.

### Отмена награждений, лишение наград, восстановление в правах
Положение о государственных наградах предусматривает, что Президент Российской Федерации отменяет указ о награждении, если выясняется недостоверность или необоснованность представления к награждению государственной наградой.
Государственная награда и документ к ней, вручённые лицу, в отношении которого издан указ об отмене награждения, подлежат возврату в Управление Президента Российской Федерации по государственным наградам. Должностные лица, допустившие необоснованное представление к награждению государственной наградой, несут ответственность в соответствии с законодательством Российской Федерации.
Отмену указа о награждении не следует путать с лишением государственных наград, являющимся уголовно-правовой санкцией (дополнительным наказанием), применяемой на основании приговора суда в соответствии со ст. 48 Уголовного кодекса РФ за совершение тяжких или особо тяжких преступлений с учётом личности виновного. Пленум Верховного Суда Российской Федерации разъяснил: «изменение вышестоящей судебной инстанцией квалификации содеянного виновным с тяжкого на менее тяжкое преступление влечёт необходимость исключения из приговора указания о лишении осужденного <…> государственных наград». Порядок исполнения приговора суда в части лишения наград урегулирован ст. 61 Уголовно-исполнительного кодекса РФ.
Обязанность по учёту граждан, лишённых государственных наград, возложена на Управление Президента Российской Федерации по государственным наградам в соответствии с Положением о нём.
Государственные награды, изъятые правоохранительными и таможенными органами у лиц, незаконно владеющих ими, в том числе лишённых государственных наград на основании приговоров суда, а также государственные награды, владелец которых не установлен, направляются в Управление Президента Российской Федерации по государственным наградам.
На основании Положения о государственных наградах, Президент Российской Федерации может восстановить гражданина Российской Федерации в правах на государственные награды: в случае его реабилитации; если совершённое награждённым деяние, за которое он лишён государственных наград, потеряло характер общественно опасного. После вступления в силу указа Президента Российской Федерации о восстановлении в правах на государственные награды награждённому возвращаются государственные награды и документы к ним. Согласно ст. 138 Уголовно-процессуального кодекса РФ, реабилитированным, которые были лишены на основании судебного решения государственных наград, они возвращаются.

### Оборот государственных наград
Награждённым государственными наградами, выезжающим из Российской Федерации за границу, дозволено вывозить государственные награды при наличии документов, подтверждающих их награждение.
Наследники умершего награждённого, выезжающие из Российской Федерации за границу на постоянное жительство, имеют право вывозить документы о награждении их умершего родственника. Порядок вывоза государственных наград из драгоценных металлов регулируется законодательством Российской Федерации. Вывозимые из России государственные награды подлежат обязательному декларированию в письменной форме.
За незаконный оборот государственных наград предусмотрена административная и уголовная ответственность. Административная ответственность, согласно Кодексу Российской Федерации об административных правонарушениях, предусматривается за: незаконное ношение государственных наград Российской Федерации — данное правонарушение влечёт предупреждение или наложение административного штрафа в размере от ста до трёхсот рублей с конфискацией ордена, медали, нагрудного знака к почётному званию, знака отличия Российской Федерации, орденских лент или лент медалей на планках; наказывается также учреждение или изготовление знаков, имеющих схожее название или внешнее сходство с государственными наградами.
Уголовная ответственность предусмотрена за незаконные приобретение или сбыт официальных документов, предоставляющих права или освобождающих от обязанностей, а также государственных наград Российской Федерации — преступление наказывается штрафом в размере до восьмидесяти тысяч рублей или в размере заработной платы или иного дохода осуждённого за период до шести месяцев, либо исправительными работами на срок до одного года, либо арестом на срок до трёх месяцев; подделку удостоверения или иного официального документа, предоставляющего права или освобождающего от обязанностей, в целях его использования либо сбыт такого документа, а равно изготовление в тех же целях или сбыт поддельных государственных наград Российской Федерации — наказывается ограничением свободы на срок до трёх лет, либо арестом на срок от четырёх до шести месяцев, либо лишением свободы на срок до двух лет; те же деяния, совершённые с целью скрыть другое преступление или облегчить его совершение, наказываются лишением свободы на срок до четырёх лет.

### Порядок ношения и хранение государственных наград
Порядок ношения государственных наград регулируется «Положением о государственных наградах Российской Федерации» (утв. Указом Президента РФ от 7 сентября 2010 г. N 1099 «О мерах по совершенствованию государственной наградной системы Российской Федерации»).
Хранение государственных наград и документов к ним осуществляется награждёнными лицами. Передача государственных наград на постоянное хранение и для экспонирования в государственные или муниципальные музеи осуществляется, как правило, на основании договора дарения. Переданные музеям на постоянное хранение и для экспонирования государственные награды не возвращаются. Государственные награды не могут передаваться на постоянное хранение и для экспонирования негосударственным или немуниципальным музеям, а также государственным или муниципальным музеям, в которых не созданы необходимые условия для хранения государственных наград.
В случае смерти награждённого лица государственные награды и документы к ним хранятся у наследников. При отсутствии наследников государственные награды и документы к ним подлежат возврату в Администрацию Президента Российской Федерации.
Награждённые государственными наградами России пользуются рядом социальных льгот, установленных действующим законодательством.

## Отказ от государственных наград
Известны случаи отказа от получения наград или возврата уже полученных наград. Награждённый может не принять награду или возвратить её государству, но такие действия не влекут отмены Указа Президента Российской Федерации о награждении соответствующего лица, в силу чего, с точки зрения государства, лицо, отказавшееся от награды, продолжает рассматриваться в качестве награждённого.